# Bispora fusca
Bispora fusca är en lavart som beskrevs av Thüm. 1880. Bispora fusca ingår i släktet Bispora, divisionen sporsäcksvampar och riket svampar.   Inga underarter finns listade i Catalogue of Life.